# Passoa
Passoa – francuski likier produkowany z soku owoców tropikalnych (głównie marakui). Został wprowadzony na rynek w 1986 roku. Oprócz podstawowej wersji smakowej Passiōn fruits, dostępny jest też w czterech innych odmianach: mango, ananasowym i kokosowym. Passoa pierwotnie zawierała 20% alkoholu, jednak w 2005 zredukowano jego ilość do 17%. Dostępne są także słabsze wersje trunku.